# Ašer (pleme)
Ašer (hebrejsko אָשֵׁר, sodobno Ašer, tibersko ʼĀšēr, "srečni") je bilo eno od izraelskih plemen in eno od deset izgubljenih izraelskih plemen.

## Svetopisemska pripoved
Ko so izraelska plemena osvojila ves Kanaan, je Jozue zemljo razdelil dvanajstim izraelskim plemenom. Biblicist Kenneth Kitchen trdi, da se je to zgodilo malo po letu 1200 pr. n. št. Sodobni zgodovinarji so soglasni, da se izraelsko osvajanje, kot ga opisuje Juzue, nikoli ni zgodilo.
Jozue je plemenu Ašer dodelil zahodno in obalno Galilejo, regijo z relativno nizkimi temperaturami in veliko dežja in zato najbolj rodovitno regijo v Kanaanu. V njej so bili bogati pašniki, gozdnati hribi in sadovnjaki. Regija kot taka je bila zelo uspešna in znana po oljčnem olju.
Od Jozuetove osvojitve Izraela do ustanovitve Prvega izraelskega kraljestva okoli leta 1050 pr. n. št. je bilo pleme Ašer del ohlapne zveze izraelskih plemen brez centralne vlade. V obdobjih kriz so plemena vodili ad hoc izbrani voditelji, znani kot sodniki. Izraelska plemena so se zaradi vedno večjega strahu pred vdorom Filistejcev odločila, da bodo ustanovila močno centralizirano kraljestvo, ki bi bilo sposobno odbiti njihov napad. Kraljestvu s prvim kraljem Saulom so se pridružili tudi Ašerji. Po Saulovi smrti so vsa plemena, razen Judejcev, ostala zvesta Saulovi vladarski hiši oziroma njegovemu nasledniku Iš Bošetu. Po Iš Bošetovi smrti so se Ašerji pridružili zvezi severnih izraelskih plemen pod vodstvom judejskega  kralja Davida, ki je ponovno združil vsa izraelske plemena. 
Ko je okoli leta 930 pr. n. št. na prestol prišel Davidov vnuk Roboam, so se  severna plemena odcepila od Davidove hiše in reformirala Izraelsko kraljestvo v Severno kraljestvo. Ašerji so bili v tem kraljestvu do okoli 723 pr. n. št., ko je kraljestvo osvojila Asirija in deportirala njegove prebivalce. Od takrat se pleme Ašer šteje za eno od desetih izgubljeni izraelskih plemen. 
V Novi zavezi sta prerokinja Ana in njen oče Fanuel opisana kot pripadnika plemena Ašer.

## Ozemlje
Ozemlje, naseljeno z izraelskimi plemeni, je dobro znano, natančne velikosti posameznih ozemelj in meja med plemeni pa se iz podatkov v Tori ne da določiti. Mogoče je celo, da Ašerji niso živeli na strnjenem ozemlju.  Mesta, ki jih omenja Tora, in mesta, ki so jih odkrile sodobne raziskave, so raztresena na velikem ozemlju in nimajo značilnosti kompaktnega in natančno določenega plemenskega ozemlja. Vse kaže, da so Ašerji imeli dobre stike s trgi v Feniciji, po drugi strani pa so bili precej izolirani od drugih izraelskih plemen. Razen tega se zdi, da niso veliko prispevali k sovraštvu med Kanaanci in drugimi plemeni, ki ga omenja Tora na primer v vojni med izraelskim kraljem Barakom in kanaanskim generalom Sisero. Kritični znanstveniki domnevajo, da so bili Ašerji združenje več klanov, ki je bilo vključeno v izraelsko plemensko zvezo, vendar ni bilo nikoli vključeno v njihovo politično telo.

## Izvor
Po Tori so pleme tvorili potomci svetopisemskega Ašerja, osmega Jakobovega sina, po katerem so prevzeli ime.
Kritični znanstveniki na trditev gledajo kot na eponimsko metaforo. Ašer je bil eden od dveh sinov Zilpe, prvotno služabnice Lee. Drugi sin je bil Gad. Kritični znanstveniki menijo, da so avtorji poskušali pokazati, da Ašer in Dan nista bila izključno izraelskega porekla.

## Arheološki dokazi
Na približno istem ozemlju, na katerem je živelo pleme Ašer, je v 14. stoletju pr. n. št. živela skupina, ki je v egipčanskih dokumentih omenjena kot Aseru. Njeno enačenje s plemenom Ašer bi bilo s stališča, da se je odhod Izraelcev iz Egipta zgodil proti koncu hiškega obdobja, povsem verjetno, vendar se ne ujema z mnenji, da se je to zgodilo v 13. stoletju pr. n. št.